# Nezaměstnanost

Míra nezaměstnanosti v Evropském jednotném trhu (aktualizováno červenec 2018)

Nezaměstnanost je stav, kdy dochází k nerovnováze na trhu práce, nabídka práce, kterou lidé nabízí, je vyšší než poptávka firem po zaměstnancích. Obecně se (dle metodiky Mezinárodní organizace práce) za nezaměstnaného považuje osoba, která:
- je starší patnácti let,
- aktivně hledá práci,
- je připravena k nástupu do práce do 14 dnů.

Za vážný ekonomický problém je považována dlouhodobá nezaměstnanost, kdy nezaměstnaný nemá práci déle než jeden rok. Opětovné zaměstnání je v takovém případě velmi obtížné.

## Historie

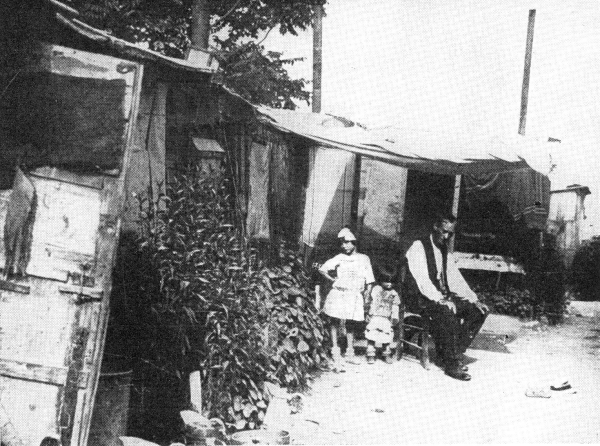
Obydlí nezaměstnaných na pražské periférii za první republiky

Nezaměstnanost jako taková se vyskytuje v tržních ekonomikách. Za feudalismu měli všichni nevolníci přístup k půdě (byť ne vlastní) a potřebným nástrojům, takže mohli pracovat. Také ve starověkých i novějších formách otrokářství nenechávali majitelé otroků své otroky typicky zahálet (přinejhorším je mohli prodat někomu jinému). Centrálně řízené ekonomiky, jako v bývalém Sovětském svazu a jeho satelitech, obvykle poskytovaly práci každému občanovi, a to i za cenu přezaměstnanosti. V ČSSR existovala pracovní povinnost a trestný čin příživnictví, trestající osoby „soustavně se vyhýbající poctivé práci“. Nezaměstnanost tak byla nízká, ovšem za cenu umělé zaměstnanosti.
Protože nezaměstnaní nejsou ve všech případech registrováni u vládních úřadů, oficiální statistiky nezaměstnanosti mohou být velmi nízké i v kapitalistických státech. Většina chudších zemí postrádá moderní sociální zabezpečení včetně podpory v nezaměstnanosti, takže si nezaměstnanost může dlouhodobě dovolit málokterý z jejich občanů. Lidé, kteří by v bohatých zemích zůstali bez práce, často nastupují na méně kvalifikované práce, mezi nezaměstnané se tak nezapočítají.
V posledních letech se vysoká nezaměstnanost velké části mladých lidí – historicky nový jev – stává v některých jižních státech Evropské unie (Španělsko, Řecko, Itálie) nejen hospodářským, ale i sociálním problémem.

## Příčiny
Příčiny nezaměstnanosti:[zdroj⁠?!]
- zákon o minimální mzdě – pokud je minimální mzda umístěna nad tržní cenou, vzniká přebytek nabídky nad poptávkou a někteří nezaměstnaní nezískají pracovní místa
- odbory a kolektivní vyjednávání (forma kartelu, která díky své síle může donutit zaměstnavatele ke zvýšení mezd) což může vést k propouštění některých zaměstnanců pro pokrytí zvýšených mezd
- mzdová rigidita
- mzdová renta – zaměstnavatel zaplatí zaměstnancům více než musí (více nežli je transferový výdělek), z toho důvodu, že zaměstnanec je určitým způsobem důležitý pro firmu (jeho odchod z firmy by byl pro firmu ztrátou)
- náhrada lidí za stroje - stroje jsou levnější a modernější.

## Míra nezaměstnanosti

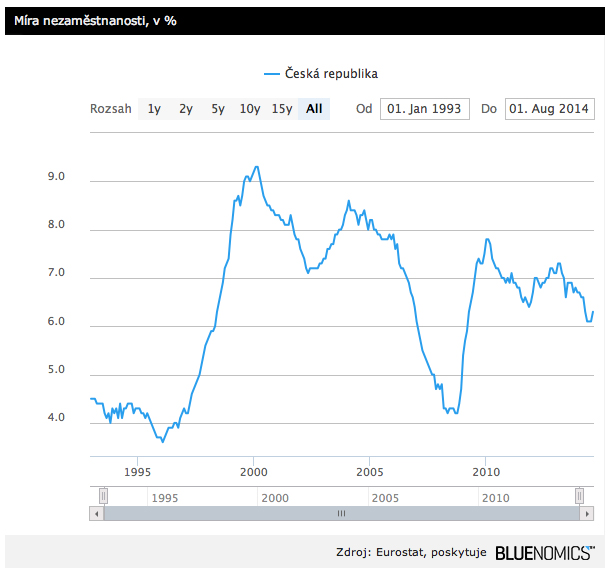
Vývoj míry nezaměstnanosti v České republice, 1993–2014

Míra nezaměstnanosti je podílem nezaměstnaných ke všem osobám schopným pracovat (tedy i zaměstnaným a nezaměstnaným) {\displaystyle u={\frac {U}{E+U}}} neboli {\displaystyle u={\frac {U}{L}}}, kde:
- {\displaystyle u} – míra nezaměstnanosti (v praxi se často uvádí v procentech, tedy hodnota {\displaystyle u\cdot 100~\%}),
- {\displaystyle U} – počet lidí bez práce,
- {\displaystyle E} – počet zaměstnaných lidí,
- {\displaystyle L} – celkový počet pracovních sil ({\displaystyle L=E+U}).

V praxi se přesnost takového měření těžko zajišťuje, každá metoda má své nedostatky.
V České republice jsou zjišťovány dva ukazatelé míry nezaměstnanosti - obecná a registrovaná.

### Obecná míra nezaměstnanosti
Jedná se o ukazatel míry nezaměstnanosti zjišťovaný Českým statistickým úřadem. Tato míra je vypočítána na základě výběrového šetření pracovních sil - vychází tedy z reprezentativního vzorku společnosti.

### Registrovaná míra nezaměstnanosti
Tento ukazatel je v kompetenci Ministerstva práce a sociálních věcí. Je vypočítáván na základě údajů úřadů práce.

### Přirozená míra nezaměstnanosti
Přirozená míra nezaměstnanosti je nejnižší dlouhodobě udržitelná míra nezaměstnanosti odpovídající potenciálnímu produktu. Její výše je pro každou ekonomiku jiná a nelze ani říci, že by tato míra byla žádoucí – je prostě přirozená. V přirozené míře tedy není zahrnuta cyklická nezaměstnanost. Míra nezaměstnanosti v ekonomice fluktuuje okolo přirozené míry nezaměstnanosti díky hospodářským cyklům (v recesi je míra nezaměstnanosti vyšší než je přirozená míra nezaměstnanosti).
Milton Friedman a Edmund Phelps, kteří se tímto problémem v šedesátých letech zabývali, obdrželi za svou práci Nobelovu cenu za ekonomii, přičemž vývoj této koncepce je uváděn jako hlavní důvod jejich ocenění. Zjednodušený souhrn pojmu zní: “Přirozená míra nezaměstnanosti, když je ekonomika v ustáleném stavu plné zaměstnanosti, je podíl nezaměstnané pracovní síly.” Jinými slovy, tento koncept objasňuje, že ekonomický termín “plná zaměstnanost” neznačí nulovou nezaměstnanost. Představuje hypotetickou míru nezaměstnanosti odpovídající hospodářským cyklům na dlouhodobé úrovni. Tato úroveň je v souladu s hospodářskými cykly, pokud neexistují různé dočasné frikce, například neúplná úprava cen na trzích práce a zboží. Přirozená míra nezaměstnanosti tedy odpovídá míře nezaměstnanosti převládající v klasickém pohledu na definici pojmu.
Přirozená míra nezaměstnanosti je určována hlavně ze strany nabídky ekonomiky, tedy výrobními možnostmi a ekonomickými institucemi. Pokud tyto institucionální rysy zahrnují trvalé nesoulady na trhu práce nebo skutečné rigidity mezd, může přirozená míra nezaměstnanosti představovat nedobrovolnou nezaměstnanost. Přirozená míra nezaměstnanosti je kombinací frikční a strukturální nezaměstnanosti, která přetrvává v efektivní, rozvíjející se v ekonomice, když jsou trhy práce a zdrojů v rovnováze.
Výskyt poruch (např. cyklické posuny v investičních náladách) způsobí, že se skutečná nezaměstnanost bude neustále lišit od přirozené míry, a bude částečně určována agregovanými poptávkovými faktory. Důsledkem politiky je, že přirozenou míru nezaměstnanosti nelze trvale snížit pomocí politik řízení poptávky (včetně měnové politiky), ale že takové politiky mohou hrát roli při stabilizaci změn skutečné nezaměstnanosti. Snížení přirozené míry nezaměstnanosti musí být podle konceptu dosaženo strukturálními politikami zaměřenými na stranu nabídky hospodářství. Podle více průzkumů se dvě až tři čtvrtiny ekonomů obecně shodují na tvrzení: ”Existuje přirozená míra nezaměstnanosti, ke které má ekonomika v dlouhodobém horizontu tendenci.”

#### Vývoj
Zatímco Friedrich August von Hayek argumentoval tím, že pokus o vytvoření plné nezaměstnanosti může spustit nekontrolovatelnou inflaci, a Hume poznamenal již v roce 1752, že zvyšování zdroje peněz by zvyšovalo cenu práce, objevilo se roku 1968 v prezidentském projevu Miltona Friedmana, který byl již v této chvíli prezidentem Americké ekonomické asociace prohlášení týkající se přirozené míry: „V jakýkoliv moment je zde určitá úroveň nezaměstnanosti, která má vlastnost konzistence rovnováhy ve struktuře reálných mezd. Přirozená míra nezaměstnanosti je úroveň, která je založena na Walrianském systému obecné rovnovážné rovnice, za předpokladu, že tato rovnice zahrnuje aktuální strukturální charakteristiky práce a trhy s komoditami, včetně nedokonalostí trhu, stochastickou variabilitu v poptávce a nabídce, náklady na sběr informací o volných pracovních místech, pracovní síle, náklady na přesun/cestování atp.“ Nicméně, toto utvořilo vizi – Friedman nikdy nesepsal model, který by obsahoval všechny tyto vlastnosti. Když ilustroval myšlenku přirození míry, jednoduše použil standardní model pracovní nabídky a poptávky, který byl v podstatě stejný jako model plné nezaměstnanosti Dona Patinkinse. Zde je konkurenční pracovní trh, kde jak nabídka, tak poptávka závisí na reálné mzdě. Přirozená míra je jednoduše konkurenční rovnováha, kde se poptávka rovná nabídce. Zmínka, že přirozená míra je unikátní, je implicitní: Existuje pouze jedna úroveň celkové výroby a zaměstnanosti, která je konzistentní s rovnováhou.

#### Phillipsova křivka
Podle Miltona Friedmana přirozená míra inflace vyplývá z Phillipsovy křivky. Friedman ukazuje, že při nízké míře nezaměstnanosti mají platy tendenci se zvyšovat. Dodává, že inflace by byla stejná jako zvyšující se platy a svá tvrzení doložil na základě přesvědčení, že existuje stabilní vztah mezi inflací a nezaměstnaností. Toto přesvědčení je důsledkem zásady, že nezaměstnanost by mohla být neustále redukována taktikou zvyšující se poptávky, a tedy vyšší inflace.
Friedman a Phelps polemizovali nad tímto tvrzením, co se týče teoretického rozměru, tím, že zaznamenali, že pokud bude nezaměstnanost neustále nízká, některé reálné proměnné ekonomie, jako například konkrétní mzdy, by se neustále měnily. Což by muselo platit, jelikož inflace, která byla vyšší, souvisela se systematickou nestabilitou na trhu práce. Friedman také zaznamenal, že inflace mezd může eventuálně dohnat a vymezit se vůči reálným mzdám a zanechat nezaměstnanost netknutou. Proto můžeme dosáhnout nižší nezaměstnanosti pouze pokud inflace mezd a inflace očekávání je nižší než aktuální inflace. Avšak tato teorie je pouze dočasným závěrem. Eventuálně, nezaměstnanost by se vrátila do míry předurčené opravdovými faktory nezávisle na míře inflace. Soudě podle Friedmana a Phelpse, pokud je Phillipsova křivka dlouho dobu svislá, politiky zvyšující se poptávky by byly pouze příčinou inflace, ne příčinou neustále nízké nezaměstnanosti.
Milton Friedman považuje chyby v předvídání za hlavní příčinu odchylek v nezaměstnanosti od její přirozené míry. Jeho dojem, že zde je unikátní Přirozená míra nezaměstnanosti, má stejnou váhu jako tvrzení, že existuje jen jediná její úroveň, u které lze plně očekávat inflaci (pokud aktuální a očekávaná inflace jsou si rovny). Edmund Phelps se oproti tomu zaměřil více na detaily týkající se struktur trhu práce a frikce, které mohou zapříčinit soubor změn v poptávce a tím dopomáhat inflaci, v případě stagnujícího očekávání, do determinování míry nezaměstnanosti. Jeho teorie také vnesly světlo mezi příčiny příliš vysoké přirozené míry nezaměstnanosti (např. proč je nezaměstnanost strukturální či klasická).

#### Kritika
Hlavní kritika „přirozené míry“ je taková, že není žádný hodnověrný důkaz její existence. Jak sám Milton Friedman řekl „Nemůžeme vědět, co to ta přirozená míra je“. Hypotézy vytvářejí fundamentální předpoklad, že zde existuje jedinečná rovnovážná úroveň nezaměstnanosti. Co je důležité, Milton Friedman nikdy nesepsal určitý model přirozené míry (používá pouze jednoduchý model pracovní nabídky a poptávky). Jiní zas argumentují tím, že může existovat více rovnovážných stavů: například v důsledku hledání vedlejších ekonomických podmínek jako v modelu diamantového kokosu, což je ekonomický model vytvořený americkým ekonomem a nositelem Nobelovy ceny za rok 2010 Peterem Diamondem, nebo že by mohl spíše existovat „přirozený rozsah“ úrovně nezaměstnanosti než unikátní rovnováha.

## Složky nezaměstnanosti
Nezaměstnanost může být také rozlišována jako:
- dobrovolná – osoba setrvává dobrovolně nezaměstnaná, není ochotna přijmout práci za nabízených podmínek (nezahrnuje se do statistik nezaměstnaných, viz výše)
- frikční (dočasná) – jedná se o krátkodobou nezaměstnanost spojenou zpravidla s obdobím mezi ukončením zaměstnání a nalezením nového zaměstnání; jedná se o nejčastější typ nezaměstnanosti, pro ekonomiku neznamená závažnější problém
- systémová (strukturální) – nezaměstnanost způsobená změnou struktury ekonomiky; nezaměstnaný nemůže sehnat práci ve svém oboru, souvisí s nesouladem nabídky práce a poptávky po práci (např. nadbytek horníků po uzavření dolů v regionu). Řešením může být rekvalifikace.
- cyklická – souvisí s průběhem hospodářského cyklu. V době, kdy se ekonomika nachází v recesi, je zaměstnáno méně lidí než v době konjunktury.
- sezónní – souvisí např. s ročním obdobím – třeba v zimě je na horách zaměstnáno více správců lyžařských vleků než v létě, v zimě je více nezaměstnaných stavařů. Někdy se považuje za část frikční nebo strukturální nezaměstnanosti.

## Zaměstnanost
Jako další ukazatel se uvádí i zaměstnanost dané skupiny jako podíl zaměstnaných ku všem osobám z téže skupiny. Míra zaměstnanosti ve věkové skupině 20 až 64 let je v roce 2012 v EU přibližně 68% (muži 74%, ženy 62%) s cílem dosáhnout 75%. V EU pro rok 2011 je zaměstnanost 84% při dokončeném terciárním vzdělání. Zaměstnaných na plný pracovní úvazek či jen částečný je v ČR mírně přes 5 miliónů.